# Paulette Fost
Paulette Fost, née le 18 septembre 1937 à Paris, est une femme politique française. Membre du Parti communiste français, elle est députée de la Seine-Saint-Denis de 1978 à 1981, puis sénatrice de ce même département de 1986 à 1995. Elle est également maire de Saint-Ouen de 1979 à 2001.

## Biographie
À l'issue de sa scolarité, Paulette Le Vern, fille d'un chauffeur-livreur, est titulaire d'un BEPC et d'un CAP de sténodactylographie.
Elle adhère à la Confédération générale du travail (CGT) en 1955 et au Parti communiste français (PCF) en novembre 1956.
Elle épouse Robert Fost, ajusteur à la RATP et militant communiste.
Paulette Fost suit une école centrale du PCF pendant un mois en 1966, puis de nouveau pendant quatre mois en 1975-1976. Elle occupe les fonctions de secrétaire de cellule, responsable de section et membre du comité fédéral de Seine-Saint-Denis. Enfin, elle est élue au comité central du PCF lors du XXIIe congrès du PCF, à partir de 1976.
En 1973, elle est élue conseillère générale de Saint-Ouen et devient ainsi la première vice-présidente du conseil général. De 1977 à 1979, elle est adjointe au maire de Saint-Ouen. Elle devient ensuite maire de la ville à la suite de la démission de Fernand Lefort. Elle exerce cette fonction pendant plus de vingt ans.
En 1978, elle est élue députée. Elle est membre de la commission Production et Echanges. Elle perd son siège en 1981, alors pris par Gilbert Bonnemaison. 
En septembre 1986, elle entre au Sénat, où elle fait partie de la commission des finances, du contrôle budgétaire et des comptes économiques de la Nation.

## Fonctions
- 1973 - 1979 : conseillère générale de la Seine-Saint-Denis ;
- 1979 - avril 1999 : maire de Saint-Ouen[3] ;
- 19 mars 1978 - 22 mai 1981 : députée du Parti communiste français de la Seine-Saint-Denis ;
- 28 septembre 1986 - 1er octobre 1995 : sénatrice de la Seine-Saint-Denis, siège au sein du groupe communiste.

## Décorations
- Officier de la Légion d'honneur Elle est faite chevalier le 31 mars 2001, puis est promue officier le 12 juillet 2013[4].